# Kosa (dopływ Myśli)
Kosa (niem. do 1945 r. w górnym biegu Sprinde, w środkowym Mühlen Fließ, w dolnym Pulver Fließ) – rzeka w województwie zachodniopomorskim, prawy dopływ Myśli, do której uchodzi poniżej Dębna. Długość wynosi 25,8 km, z czego na terenie powiatu myśliborskiego 13,6 km. Szerokość koryta do 2 m, przebieg z północy w kierunku Dębna przez tereny rolnicze i leśne. Dolina rzeki Kosy na odcinku od jez. Czaple do Dębna przekształcona w niewielkim stopniu; występują tu fragmenty lasów łęgowych i olsów, niewielkie stawy rybne, liczne okazałe drzewa oraz stanowiska żurawia, perkoza rdzawoszyjego, wydry i żółwia błotnego.
W zestawieniu PRNG nazwą główną cieku jest Smolnica, a rodzaj cieku struga, z podaniem jako źródło danych Mapa topograficzna w skali 1:10 000/Protokół z posiedzenia KUNMiOF z dnia 29 stycznia 2003/Zarządzenie Ministra Administracji Publicznej z dnia 4 kwietnia. Nazwa Kosa i typ rzeka podany jest jako oboczny. 
Aktualna nazwa "Kosa" odnosi się do kształtu koryta jakim płynie rzeka. Po II wojnie światowej funkcjonowała urzędowa nazwa Smolnica, która odwoływała się do niemieckiej dawnej nazwy rzeki – Smolnitz – oraz okolicznej puszczy (Merica Smolnitz), wymienianych już w 1337 r. w księdze ziemskiej margrabiego brandenburskiego Ludwika Starszego. Wzmianka z 1517 r.: "das Schmolnitzsche fliess von den Kleinem Schmolnitz".
Przez teren gminy Dębno przebiega turystyczny szlak żółty "Nad rzeką Kosą" o długości ok. 25 km: Dębno PKP – jez. Lipowo – rzeka Kosa – jez. Barnówko – stacja Barnówko PKP – jez. Barnówko II (leśne) – leśniczówka Barnówko – jez. Barnówko III (Bliźniacze) – aleja dębów (pomnik przyrody) – Ostrowiec – jez. Ostrowieckie – Różańsko – PKP Rościn Krajeński.